# Симфония № 25 (Мясковский)
Симфония № 25 Des-dur, op. 69 — трёхчастное сочинение русского композитора Н. Я. Мясковского для оркестра парного состава (три трубы), завершённое в 1946 году. Премьера состоялась в Москве 6 марта 1947 года в исполнении ГСО СССР под управлением А. В. Гаука. Партитура впервые напечатана в 1948 году издательством оркестротек Союза советских композиторов (ССК). Сочинение посвящено Л. Т. Атовмьяну.

## История создания
Двадцать пятая симфония сочинялась Н. Я. Мясковским с 23 сентября 1945 года по 23 июня 1946 года и оркестровалась с 24 сентября по 10 октября 1946 года. Эскизы первой послевоенной симфонии создавались летом на Николиной горе одновременно с сонатой для скрипки и фортепиано (op. 70), «Славянской рапсодией» (op. 71), романсами «Тетради лирики» (op. 72) и «Стилизациями» (девять фортепианных пьес в форме танцев, op. 73). В оркестровке широко представлены различные солирующие инструменты.
Партитура впервые была опубликована в 1948 году издательством оркестротек ССК, затем «Музгизом» в 1949 году и повторно в 1954 году. Переложение симфонии для фортепиано в 4 руки сделал К. Сорокин.

## Части
Содержит 3 части общей длительностью от 30 минут под управлением Д. А. Яблонского до 35 минут под управлением Е. Ф. Светланова:
- I. Adagio
- II. Moderato
- III. Allegro impetuoso

В качестве основного тематического материала для Adagio композитор использовал свою пьесу «Легенда» из тетради фортепианных миниатюр. Структура симфонии необычна. Композитор отошёл от устоявшейся традиции сонатно-симфонического цикла — части сочинения лишены темповых контрастов и «вся симфония написана в медленном темпе».

## Исполнения
- 1947 — 6 марта первое исполнение в Москве ГСО СССР под управлением Александра Гаука[5]

## Оценки
А. А. Иконников писал: «После 17-й, 18-й, 20-й  симфоний, кажется, ещё нигде музыка Мясковского не звучала столь прозрачно и светло, как в 25-й симфонии». Тем не менее, биографы отмечали, что композитор не относил Двадцать пятую симфонию к своим наивысшим достижениям. Иконников упоминал о дневниковой записи Мясковского после репетиции симфонии о том, что повторяется, объяснив недовольство автора своим сочинением близостью некоторых элементов его тематизма встречавшимся ранее и творческой неудовлетворенностью. Вместе с тем музыковеды обращали внимание на высокое совершенство полифонического развития, в частности,  второй части и финала симфонии, когда, согласно З. К. Гулинской, «наслаждаясь широко и свободно льющимся потоком музыки, не замечаешь всей ее сложности», а по мнению А. А. Иконникова, полифонические  эпизоды «представляются непринужденно льющимися, изящными по мелодическому рисунку диалогами».

## Записи
- 1947 — ГСО СССР под управлением А. В. Гаука, выпуск 014744-51 (комплект из 4 пластинок)[11]
- 1958 — Симфонический оркестр Всесоюзного радио под управлением Е. Ф. Светланова, «Международная книга» Д 4670-1[12]
- 1992 — Государственный академический симфонический оркестр России под управлением Е. Ф. Светланова, запись из Большого зала Московской консерватории, выпуски:
  - «Мелодия» SUCD 10 00474[13]
  - «Русский диск» RDCD 00652 (2001)[14]
  - Olympia Vol. 1 OCD 731 (2001)[15]
  - Warner Classic 2564 69689-8 (2007)[16]
  - «Мелодия» — в комплекте «Николай Мясковский. Избранные симфонии» из трёх компакт-дисков MEL CD 10 02268 (3 CD) (2014)[17]
- 2000 — Академический симфонический оркестр Московской филармонии под управлением Дмитрия Яблонского, Naxos 8.555376 (2003)[18]
- 2008 — СПб ГАСО под управлением Александра Титова, Northern Flowers NF/PMA9971

## Комментарии
1. ↑  Имеется указание на несколько иную датировку — оркестровалась с 25 сентября по 12 октября 1946 года[2].